# Bob – swój chłop
Bob – swój chłop (ang. Bob Patterson, 2001) – amerykański serial komediowy stworzony przez Brada Halla.
Jego światowa premiera odbyła się 2 października 2001 roku na kanale ABC. Ostatni odcinek został wyemitowany 31 października 2001 roku. Serial został anulowany po pięciu odcinkach. W Polsce nadawany był na kanale TVP1.

## Obsada
- Jason Alexander jako Bob Patterson
- Robert Klein jako Landau
- Phil Buckman jako Vic
- Jennifer Aspen jako Janet Patterson
- Chandra Wilson jako Claudia
- James Guidice jako Jeffrey Patterson

## Spis odcinków
| N/o            | Tytuł angielski |
| -------------- | --------------- |
|                |                 |
| Seria pierwsza |                 |
|                |                 |
| 01             | Pilot           |
|                |                 |
| 02             | Honest Bob      |
|                |                 |
| 03             | Naked Bob       |
|                |                 |
| 04             | Awards Bob      |
|                |                 |
| 05             | Bathroom Bob    |
|                |                 |
| 06             | Family Bob      |
|                |                 |
| 07             | Paranoid Bob    |
|                |                 |
| 08             | Clown Bob       |
|                |                 |
| 09             | Mentor Bob      |
|                |                 |
| 10             | Wheelchair Bob  |
|                |                 |